# Jack Tunney
Pour les articles homonymes, voir Tunney.
John Tunney, Jr. né le 21 janvier 1935 à Toronto (Ontario) et mort le 24 janvier 2004 à Lindsay (Ontario) est un promoteur de catch (lutte professionnelle) canadien.
Neveu de Frank Tunney, un promoteur de catch il s'associe à Vince McMahon, Jr. en 1983 et permet ainsi à la World Wrestling Federation (WWF) de pouvoir organiser des spectacles de catch au Canada. Dans les années 1980, Tunney se fait aussi connaitre pour être le président à l'écran de la WWF.

## Jeunesse
Tunney, Jr. est le fils de John Tunney Sr.. Tunney Sr. et son frère Frank et Toots Mondt sont les fondateurs du Queensbury Athletic Club, une fédération de catch basée à Toronto.

## Carrière de promoteur
Tunney commence comme arbitre en 1952 avant de devenir un des bookers de la Queensbury Athletic Club / Maple Leaf Wrestling.